# Sztratelatész Szent Szabbász
Sztratelatész Szent Szabbász (Sava Stratelat, Sabas Stratilatus, Savva Stratilatus) (?-272). Őskeresztény harcos szent, mártír, római tábornok Aurelianus császár uralkodása idején. Gót Szent Szabbász „ikertestvére” a mártíromságban.
Egy gót nemesi családból származott. Bátorsága miatt gyorsan haladt előre a ranglétrán, végül elnyerte a sztratelatész titulust, ami a mai hadseregekben a tábornoki rangnak felel meg.   Ifjú kora óta keresztény volt és buzgón követte Krisztus parancsait. Életét nagyfokú erkölcsi tisztaság jellemezte. Sokat böjtölt, segítette a szükségben levőket és gyakran látogatta a bebörtönzött keresztényeket. Rendelkezett csodatévő képességgel: Jézus nevében betegeket gyógyított és démonokat űzött. Ezek miatt keresztény hitének híre a császár fülébe is eljutott.

## Mártíromsága
Amikor a császár megtudta, hogy Szent Szabbász keresztény, azt követelte, hogy tagadja meg a hitét vagy mondjon le tisztségéről. Erre Szabbász ledobta a katonai övét a császár elé és kijelentette, hogy nem hajlandó megtagadni Jézust. Ekkor megverték, fáklyákkal égették, kátránnyal teli üstbe dobták, de a mártír sértetlen maradt.
Kínzásait és állhatatosságát látva, hetven katonatársa hitre jutott Krisztusban. Őket a helyszínen karddal lefejezték a császár parancsára, Szent Szabbászt pedig börtönbe vetették. Éjfélkor, amikor imádkozott, Krisztus megjelent a vértanúnak, és megvilágította dicsőségének fényével. A Megváltó megparancsolta neki, hogy ne féljen, hanem álljon meg szilárdan. Így megerősödve, Szabbász mártír reggel újabb kínzásokat szenvedett el. Végül belefojtották a Tiberisbe.

## Ünnepe
- Május 7. - a régi naptárt használó orosz, ukrán és szerb ortodox egyházakban
- Április 24. - a Gergely-naptárt használó  egyházakban